# نصرت جهان تشودري
نصرت جهان تشودري (بالبنغالية: নুসরাত জাহান চৌধুরী)‏ (بالإنجليزية: Nusrat Jahan Choudhury)‏؛ محامية أمريكية بنغلاديشية، رُشِحت في 19 يناير 2022 من قبل الرئيس جو بايدن لتصبح قاض فيدرالي عن المقاطعة الشرقية لنيويورك.

## دراستها
حصلت نصرت جهان تشودري على درجة بكالوريوس في الآداب من جامعة كولومبيا في عام 1998، ثم درجة ماجستير في الإدارة العامة من كلية برينستون للشؤون العامة والدولية في عام 2006، ودكتوراه في القانون من كلية ييل للحقوق في عام 2006.